# Maël-Carhaix
 Maël-Carhaix  (en bretón Mêl-Karaez) es una población y comuna francesa, situada en la región de Bretaña, departamento de Côtes-d'Armor, en el distrito de Guingamp y cantón de Maël-Carhaix.

## Demografía
| 2173 | 2046 | 1832 | 1663 | 1613 | 1538 |
| Para los censos de 1962 a 1999 la población legal corresponde a la población sin duplicidades (Fuente: INSEE [Consultar]) |      |      |      |      |      |